# Muzeum Teatru Polskiego Radia w Baranowie Sandomierskim
Muzeum Teatru Polskiego Radia w Baranowie Sandomierskim – muzeum gromadzące zbiory związane z Teatrem Polskiego Radia, znajdujące się w Baranowie Sandomierskim, w bezpośrednim sąsiedztwie głównej bramy tamtejszego zamku. 

## Historia
Prace nad ekspozycją muzealną rozpoczęły się w 2018 roku. Autorem pomysłu aranżacji wnętrza muzeum jest Marek Chowaniec. Muzeum powstało z inicjatywy dyrektora i głównego reżysera Teatru Polskiego Radia Janusza Kukuły i prezesa zarządu Fundacji Teatr Wyobraźni Wojciecha Ramusa. Pierwszą stałą wystawą w muzeum była ekspozycja Sonus ex Machina, gromadząca barokowe maszyny służące do wytwarzania efektów dźwiękowych. Celem Muzeum Teatru Polskiego Radia jest propagowanie wiedzy na temat dorobku Teatru Polskiego Radia. Uroczyste otwarcie nastąpiło 18 października 2021. W wydarzeniu wzięli udział m.in. dyrektor Teatru Polskiego Radia Janusz Kukuła, marszałek województwa podkarpackiego Władysław Ortyl, Emilia Krakowska, Krzysztof Wakuliński, Ewa Kania, Stanisław Brudny, Magdalena Zawadzka, Krzysztof Gosztyła i Piotr Fronczewski. W poprzedzającej otwarcie części artystycznej wystąpili m.in. Joanna Rawik, Żora Korolyov, Ewa Prus, Krzysztof Szczepaniak i Zuzanna Saporznikow. Muzeum jest prowadzone przez Fundację Teatr Wyobraźni.

## Ekspozycje
Oprócz zwiedzania wystaw stałych i czasowych muzeum oferuje możliwość udziału w warsztatach i nagrywania słuchowisk. W muzeum znajdują się następujące wystawy stałe:
- Matysiakowie – wystawa poświęcona słuchowisku Matysiakowie, mieszcząca się w pokoju wystylizowanym na koniec lat 60. XX wieku[10]
- W Jezioranach – wystawa poświęcona słuchowisku W Jezioranach, mieszcząca się w pokoju wystylizowanym na kuchnie wiejską z lat 60. XX wieku[10]
- Hulewicz - Kukuła – wystawa poświęcona historii Teatru Polskiego Radia, od czasów pełnienia funkcji dyrektora przez Witolda Hulewicza do Janusza Kukuły, eksponowane są na niej również pamiątki i nagrody związane z Teatrem Polskiego Radia[10]
- Sonus ex Machina – interaktywna wystawa prezentująca barokowe maszyny do wytwarzania efektów dźwiękowych[10]
- S1 i S2 – studia nagrań znajdujące się w muzeum, które prezentują zasady udźwiękowiania słuchowisk, filmów i gier komputerowych oraz warunki pracy reżysera, aktora i realizatora dźwięku[11].

## Budynek
Budynek, w którym mieści się muzeum, znajduje się w Baranowie Sandomierskim przy ulicy Zamkowej, w pobliżu skweru im. profesora Alfreda Majewskiego i późnorenesansowego zamku. Na jego elewacji znajduje się mural z podobiznami postaci związanych z Teatrem Polskiego Radia - Zbigniewa Zapasiewicza, Gustawa Holoubka, Magdaleny Zawadzkiej, Grażyny Barszczewskiej, Piotra Fronczewskiego oraz Krzysztofa Gosztyły. Autorem muralu jest Rafał Mruszczak.